# Trump Towers Istanbul
Trump Towers Istanbul – kompleks dwóch wieżowców w dzielnicy Şişli, w Stambule, w Turcji. Jeden z wieżowców przeznaczony jest na biura, a drugi to budynek mieszkalny, składający się z ponad 200 mieszkań. Kompleks posiada również centrum handlowe z około 80 sklepami i multipleksem kinowym. Są to pierwsze Trump Towers zbudowane w Europie. Deweloperem budynków jest turecki miliarder Aydın Doğan, w partnerstwie licencyjnym z amerykańskim biznesmenem Donaldem Trumpem. 
W budynku mieszkalnym znajduje się jedyna zbiorowa winiarnia w Turcji, o pojemności 16 800 butelek. Piwniczka została wybudowana przez Focus Wine Cellars.